# قوموق
القُموق (بالقموقية: къумукълар)‏ ويلفظ: قُمُقلار (بالإنجليزية: Qumuqlar)‏ وهو لفظ جمع باللغة التركية لمفرد القموق (بالروسية: кумыки)؛ إحدى الشعوب التركية التي تعيش في هضبة القموق في شمال داغستان وجنوب تيريك، والأراضي المطلة على بحر قزوين. يشكلون 14% من سكان جمهورية داغستان الروسية. يتحدثون اللغة القموقية.